# Johmenstraße

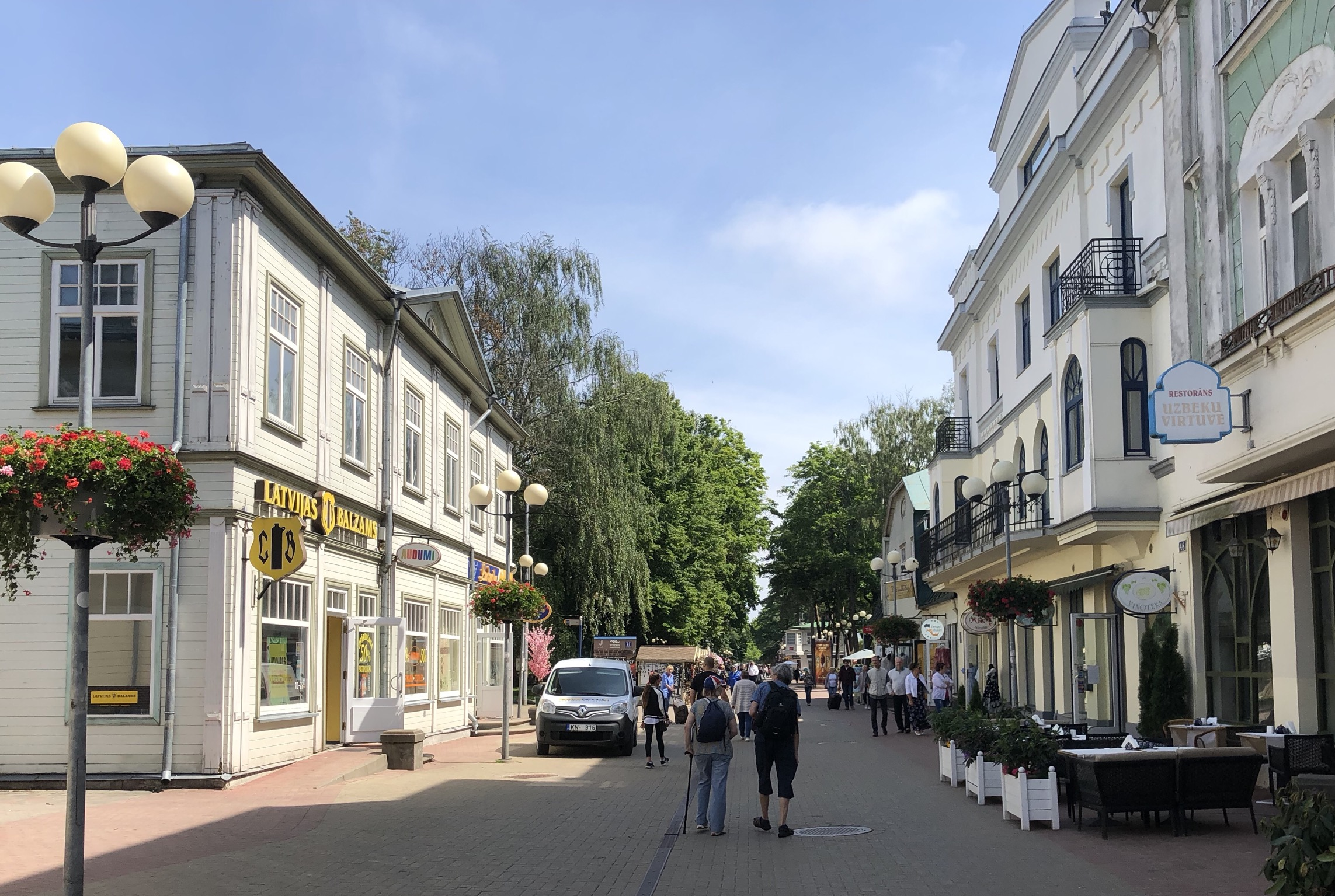
Johmenstraße

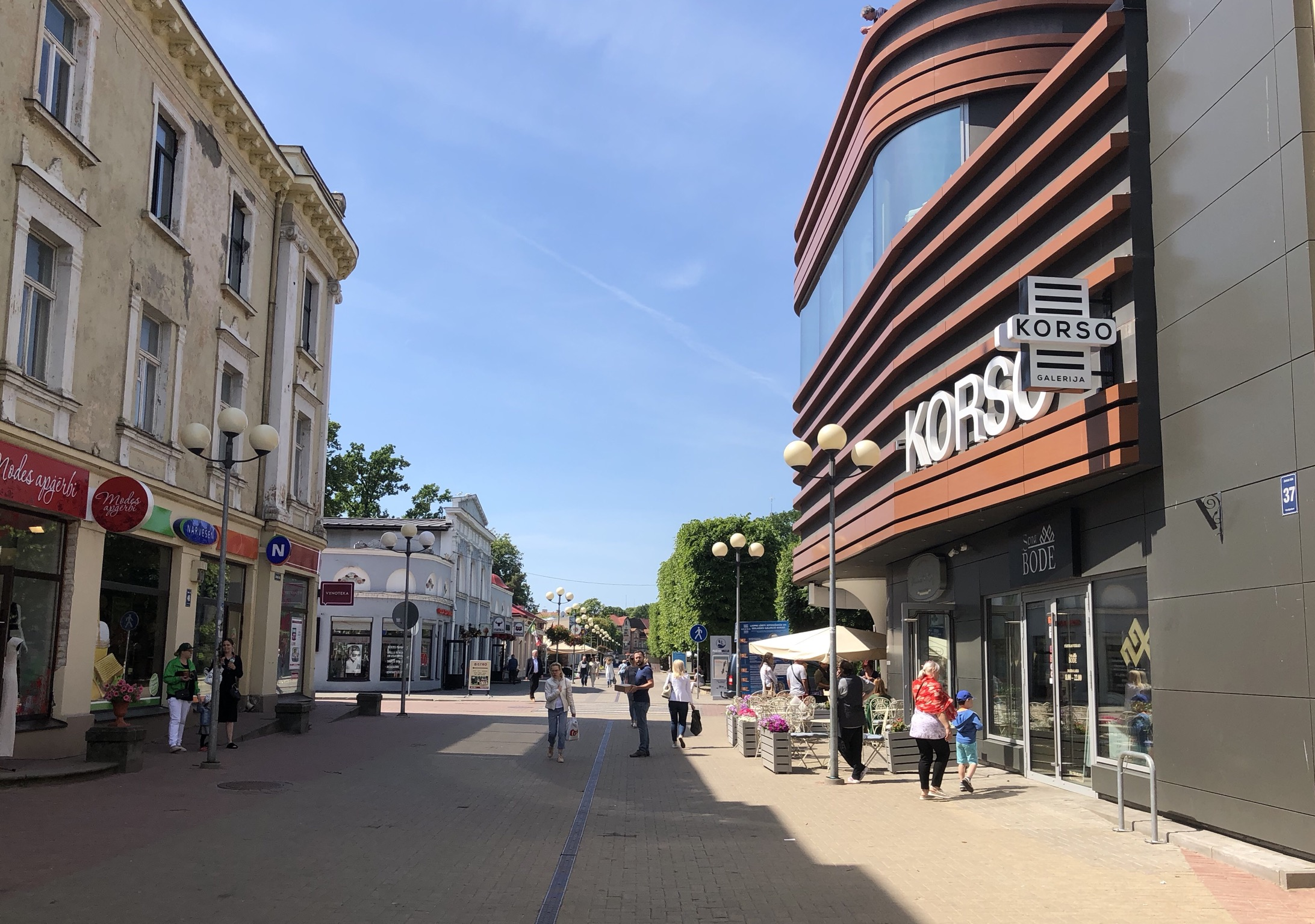
Fußgängerzone

Die Johmenstraße (lettisch Jomas iela) ist eine Straße in der lettischen Stadt Jūrmala.
Sie verläuft vom Ufer der Kurländischen Aa im Westen aus in östlicher Richtung durch das Zentrum des Ortsteils Majori, bis sie im Osten nach etwa 1,5 Kilometern auf die Grenzstraße (Turaidas iela) trifft. Die östlichen zwei Drittel der Johmenstraße sind auf etwa 1,1 Kilometer als Fußgängerzone ausgestaltet.
Die Johmenstraße ist eine der ältesten Straßen des Seebads Jūrmala. Die Straße verläuft parallel zu einem Johme genannten Tal entlang der küstennahen Sanddünen. Die Ausweisung der Fußgängerzone erfolgte 1987. In der Johmenstraße bestehen viele gastronomische Einrichtungen und Geschäfte, vor allem im Sommer ist die Straße touristisch geprägt. Jeweils im Sommer findet ein mehrtägiges Straßenfest statt.
Unweit des westlichen Beginns der Fußgängerzone steht seit 1953 die Skulptur Lāčplēsis und seit 1990 das Rainis-und-Aspazija-Denkmal. Am östlichen Ende der Straße befindet sich die russisch-orthodoxe Kirche der Kasaner Gottesmutter und der Jūrmala-Globus.
Viele der Gebäude an der Johmenstraße stehen unter Denkmalschutz. So sind die Gebäude Johmenstraße 29, 36, 39, 40, 41, 42, 43, 44, 46, 48, 50, 55, 56, 78, 82 und 92 im lettischen Denkmalverzeichnis eingetragen.